# Leniwka (ramię Wisły)
Leniwka (kaszub. Zgniłô Wisła) – dawna nazwa zachodniego ramienia ujściowego Wisły, które zaczyna się za śluzą w Białej Górze, gdzie początek bierze też Nogat, wschodnie ramię ujściowe. Leniwka jest szersza od Nogatu i ma kilkanaście razy większą przepustowość. Od 1895 roku główny nurt zamiast starym korytem (Martwą Wisłą) płynie wybudowanym przekopem, tworząc Wyspę Sobieszewską.

## Miejscowości nad Leniwką
- Piekło
- Biała Góra
- Tczew
- Lisewo Malborskie
- Koźliny
- Ostaszewo
- Kiezmark
- Drewnica
- Gdańska Głowa
- Gdańsk
  - Przegalina
  - Świbno
- Mikoszewo